# 원불교
원불교(圓佛敎, Won-Buddhism)는 일제강점기인 1916년 소태산(少太山) 종법사이 창시한 신흥 종교이다. 2016년 개교 100주년을 맞았다. 불법(佛法, 부처의 가르침)을 종교의 근원으로 표방하나 창시자(소태산 박중빈)가 《금강경》을 독학해서  창시했던 터라 최제우의 영향을 받은 도(道)적인 영향이 있어  종단의 성립과 조직, 운영에서 기존의 불교와는 관련이 없는 신흥 종교이며 완전한 불살생을 강조하는 불교와 달리  연고(緣故) 없이 살생을 말라는 규칙이 있다.
2016년 개교 100주년을 기념해 원불교 대사전 발간, 문화예술단체 육성, 출판 영상물 제작 보급, 원불교 앱개발, 익산성지 장엄사업, 영산성지 장엄사업 등 다양한 사업을 추진하였다.
이 외에도 원기라는 연호가 있는데, 1916년을 원불교 원기 원년으로 정하고 현재까지도 사용하고 있다.

## 역사

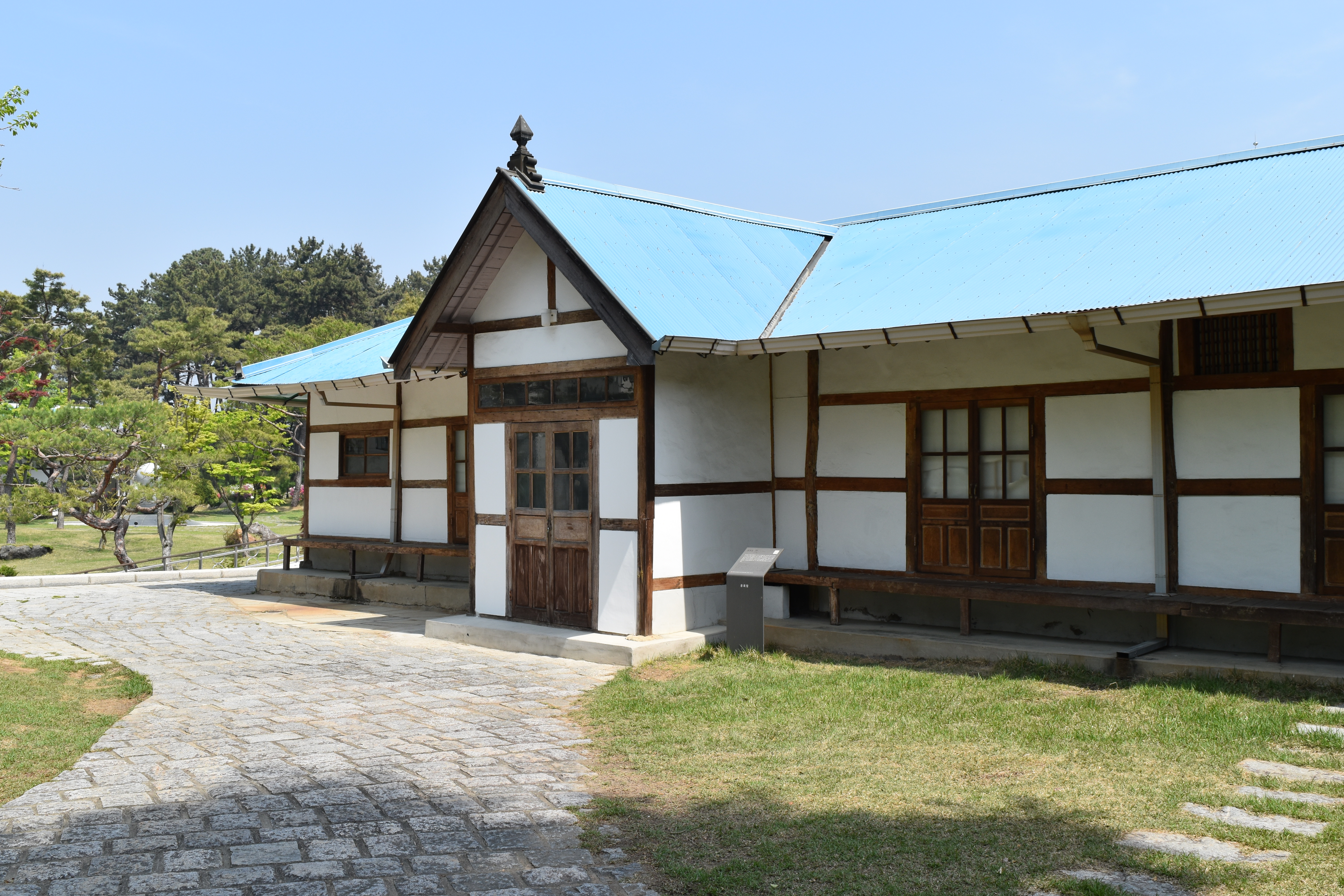
1929년 건축된 원불교 공회당

### 배경
강화도조약 이후 개항이 이루어지면서 조선은 각종 새로운 사상과 종교의 활동이 두드러졌다. 불교계 내에서도 불교의 혁신과 근대화에 대한 요구가 있었고, 개신교의 선교 활동, 동학이나 증산교와 같은 신흥 종교의 전파 등으로 새로운 사상과 종교가 우후 죽순처럼 생겨나던 때였다. 원불교의 개조인 박중빈 역시 이러한 시대에 여러 종교를 접하고 새로운 종교를 열게 되었다.

### 창시
원불교의 역사는 1916년 교조(敎祖)인 소태산(少太山) 대종사(大宗師) 박중빈의 대각(大覺)으로부터 시작된다. 그는 개교(開敎)의 동기를 "물질이 개벽(開闢)되니 정신을 개벽하자"로 요약해서 표현했다. 이는 정신 문명의 주체성을 확립해서 물질문명을 올바른 방향으로 활용하여 정신문명과 물질문명이 원만하게 발전되는 새로운 세계를 지향함을 뜻한다. 박중빈은 1891년 전라남도 영광군 백수면 길룡리에서 농민의 아들로 태어났으며 어릴때부터 우주의 자연현상과 인간의 만사에 궁금증이 컸다고 한다. 20세에 아버지가 죽은 뒤 심한 생활고를 겪으면서도 고행과 수도를 이어가던 가운데 1916년 스스로 깨달음을 얻었다고 한다. 그의 깨달음은 "만유가 한 체성이며 만법이 한 근원이로다"는 것으로 여러 종교의 경전을 살핀 뒤 《금강경》에서 자신의 깨달음이 석가모니의 가르침과 행적에 부합하므로 그것을 연원으로 삼게 되었다고 한다.

### 초기 공동체
깨달음을 얻은 뒤 박중빈은 고향인 영광을 중심으로 초기 공동체를 모았다. 1916년 영광군 길룡리에서 불법연구회를 조직하여 8~9인을 규합한 것이 최초의 공동체로 이들은 저축조합을 함께 운영하였다. 방언조합이라는 명칭도 사용되었다. 1920년 영광군 묘랑면 신흥마을에 수신(修身)조합을 세워 공동체를 확장하였다. 신흥의 수신조합 역시 상조조합을 겸하여 경제적으로도 공동체를 형성하였다. 또한 야학 등의 교육사업으로 마을 주민들과 인연을 맺게 되었다.
원불교 초기 공동체는 영광 지역에서 간척사업을 하며 확대하고 있었으나 조선총독부의 신흥종교 감시 대상이 되었다. 박중빈은 체포되어 1주일간 구금된 뒤 석방되었고 영광을 벗어나 전국적인 종교로 확장하기로 마음 먹었고 전주를 비롯한 여러 곳을 총부의 후보지로 물색하다가 익산에 총부를 세우게 되었다.

### 익산 성지
1924년 박중빈은 각 단계가 12년으로 이루어진 3단계 교단 발전 방향을 기획하고 익산에서 불법연구회를 공식 결성하였다. 그가 기획한 각 단계는 기초 확립, 교법 재정, 포교와 확장으로 이루어져 있었다. 불법연구회는 생산과 경제, 종교적 실천을 공유하는 신앙공동체였다. 박중빈은 이를 동정일여(動靜一如 행위와 수련이 하나다), 영육쌍전(靈肉雙全 영혼과 육체가 둘 다 온전해야 한다), 이사병행(理事竝行 이론과 실천을 병행해야 한다)와 같은 말로 정리하였다. 1940년 전라북도 완주군 삼례면 수계리에 대농장을 건설하여 경제 생활을 공유하는 신앙공동체의 성격이 더욱 두드러지게 되었다.
원불교 익산 성지는 1924년 원불교 총부(당시 명칭은 불법연구회)가 세워진 이후 여러 차례에 걸쳐 차츰 필요한 건물을 세워 하나의 마을을 이루었다. 1924년 불법연구회의 간판이 걸린 본원실을 비롯하여 1929년 세워져 훗날 원광대학교의 모태가 되는 공회당을 비롯한 일제강점기의 목조 건물들이 밀집하여 있어 2005년 대한민국의 등록문화재 제179호로 지정되었다. 1943년 박중빈의 죽음으로 송규가 2대 종법사가 되었다.

### 조선총독부의 억압
조선총독부는 개화기 이후 조선에 있던 여러 종교를 공인 종교와 유사 종교로 나누어 관리하였다. 총독부의 공인 종교는 일본 고유의 신토에서 파생한 13개의 교파 신토와 불교, 기독교로 그 외 여러 신흥 종교는 모두 유사 종교로서 취급되었다. 공인 종교는 문부행정이 관할하였고 유사 종교는 경찰행정의 대상이었다. 1930년대 총독부는 유사종교 해산령을 포고하였고 불법연구회 역시 유사 종교의 하나로 지목되어 억압을 받았다. 30년대까지도 불법연구회는 총독부의 허가를 받아 《월보》 등을 간행하였으나 40년대에 이르러 휴간하게 되었다. 한편, 아오노 마사아키는 "종교유사단체"는 1920년대에 들어 조선에서 일본으로 역수입된 개념으로 일본의 입장에서는 새로운 통치 문제였음을 지적한다. 조선총독부의 유사종교 해산령은 30년대 이후 지속된 전쟁 시기의 억압적 사회 통제와 관련이 깊다. 일제 말기에 들어 조선총독부의 원불교 탄압은 더욱 극심하였다.

### 개칭과 교세 확장
2대 종법사 송규는 해방 이후 교단의 이름을 원불교로 개칭하고 교리를 정비하였다. 1948년 종교단체로 법인 설립 허가를 받았고 전국으로 교세를 확장하여 2004년 기준 13개 교구에 503개의 교당이 있다.

## 교리와 경전

### 교리
원불교 교리의 근간은 대종사 박중빈이 깨달았다는 일원상(一圓相 모든 진리는 하나의 원과 같이 두루 통한다)이다. 이 때문에 상징 역시 원을 사용하고 있다. 부처의 가르침을 연원으로 한다고 표방하고 있으나 박중빈은 당시 조선에 있던 여러 종교를 두루 살펴보았고 유학, 도교, 동학, 증산교, 기독교 등의 영향을 받았다. 박중빈은 이들 모든 종교의 가르침이 결국은 하나로 통한다고 보았다. 일원상을 바탕으로 한 원불교의 주요 교리는 다음과 같다. 이하 교리의 설명은 별다른 각주가 없으면 글로벌 세계 대백과사전의 서술을 바탕으로 한 것이다.
- 사은(四恩): 원불교는 한 사람이 안심하고 살기 위해서는 자신으로서는 어쩔 수 없는 타력(他力 외부적 요인에 의한 영향력)의 영향을 받을 수 밖에 없다고 보며 이를 천지은, 부모은, 동포은, 법률은의 4은으로 파악한다. 따라서 사람은 이러한 은혜에 보은할 의무가 있으며 천지가 한량없이 주는 은혜에 대해서는 집착없는 응용무념(應用無念)의 도를[25], 부모은에 대해서는 스스로를 돌볼수 없는 무자력자(無自力者)에 대한 보호의 도를, 동포은에 대하여는 서로의 이익을 도모하는 자리이타(自利利他)도를, 법률은에 대하여는 불의를 제거하고 정의(正義)를 세우는 도를 행하여야 한다고 주장한다.

- 사요(四要): 정신 개벽은 사회를 개조하는 것이므로 그 방안 스스로의 힘을 기르는 자력양성(自力養成), 지혜를 키우는 지자본위(智者本位), 후세대를 교육하는 타자녀교육 (他子女敎育), 공공을 위해 복무하는 사람에 대한 공도자숭배(公道者崇拜)를 주장한다.

- 삼학수행법: 원불교가 제창하는 수행의 방법으로 정신수양(精神修養), 사리연구(事理硏究), 작업취사(作業取捨 일을 할 때 정의와 불의를 가림)이다.

- 삼동윤리(三同倫理) : 종교적 진리에 대한 원불교의 강령이다. 모든 종교가 형태와 방편이 다르나 근본 이치는 같다는 동원도리, 인종이나 민족, 국가, 계층의 차이에도 사람은 서로 화합하여야 한다는 동기연계, 서로 다른 이념과 체제에도 사회 개척에 함께 협력하여야 한다는 동척사업을 주장한다.

### 경전
원불교의 경전은 《교전》(敎典), 《불조요경》(佛祖要經), 《예전》(禮典)으로 나뉜다. 《교전》은 대종사 박중빈이 직접 자신의 깨달음과 수행방법을 밝힌 《정전(正典》과 그의 행적을 기록하고 해석한 《대종경(大宗經)》을 말하고, 《불조요경》은 원불교가 중요하게 여기는 불경으로 《금강반야바라밀경》(金剛般若波羅密經), 《반야바라밀다심경》(般若波羅密多心經), 《사십이장경》(四十二章經), 《현자오복덕경》(賢者五福德經), 《업보차별경》(業報差別經), 《수심결》(修心訣), 《목우십도송》(牧牛十圖頌), 《휴휴암좌선문》(休休庵坐禪文)을 독자적 관점으로 수록하고 있다. 《예전》은 종례의 예의 규범에 허례 허식이 많다고 보고 생활에 필요한 예의 범절을 규정한 책이다. 이외에 2대 종법사인 송규의 어록, 원불교의 역사, 헌장, 성가집 등도 경전에 포함된다.
원불교는 원불교전서를 1977년 초판을 발행하고 44년 만인 2021년 개정. 증보판을 내 전국 교당과 기관에도 배포했다. 그러나 원불교미래포럼은 전서 배포 뒤 “(4월13일 열린) 임시수위단회는 (전서 중) 목우십도송 글과 그림 4장이 바뀐 상태였으나 발견하지 못하고 승인했고, 수많은 오·탈자 등 편집 오류가 발생했는데, (이후) 최종 수위단회의에서 방기하는 총체적 문제점이 드러났다”는 내용의 성명서를 냈다. 이후 교단 교화훈련부는 전서 회수를 공지했으며 오도철 교정원장이 사과문을 발표 및 개정.증보판 발간 책임자 여러명이 사의를 표했다.

## 의례

### 법회
원불교는 교당 안에 불상을 모시지 않는다.  소태산 박중빈 대종사가 깨닫고, 삼세 모든 부처님께서 깨달으신 진리의 상징인 일원상(동그라미)을 모신다. 법회를 여는 집회 장소를 교당이라 부른다. 교당은 대개 일요일에 법회를 열고 그 외의 때에 각종 모임을 갖는다.

### 사축이재
원불교의 기념일은 4개의 축일과 2개의 재일로 이루어져 있다.
- 신정절(1월 1일): 새해 첫날
- 대각개교절(4월 28일): 원불교 개교 기념일
- 석존성탄일(음력 4월 8일): 부처님 오신 날
- 육일대재(6월 1일): 대종사 열반일
- 법인절(8월 21일): 초기 공동체의 9인 제자가 법계 승인을 이루었다는 축일
- 명절대재(12월 1일): 추수감사절의 의미를 갖는 재일

### 가정의례
허례 폐지, 근검 절약 등을 강조한 《예전》을 바탕으로한 원불교의 가정의례이다. 새로 태어난 아이의 이름을 짓는 명명식, 출생 7주 기념식, 성년식, 혼인식, 회갑식, 장례와 그에 따른 천도재 등이 있다.

## 조직
원불교의 조직은 크게 보아 교화 조직과 행정 조직으로 이분된다. 교단을 대표하는 이는 종법사로 불리고 성직자는 전무출신이라 불리며 교화 업무에 종사하는 교화직 교무, 행정 및 전문 업무에 종사하는 전문직 교무, 근로와 기능 업무에 종사하는 기능직 교무로 세분된다.
원불교의 최하위 조직은 열명을 기준으로 하는 십인일단(十人一團)의 교화단이다. 원불교는 1 명의 지도자가 9 명의 단원을 지도하는 체계로 최하위에서 차츰 단계를 높여 최상위까지 이르는 구조로 조직되어 있다. 최고 의사 결정기구는 수위단회(首位團會)로 교화 조직과 행정 조직을 총괄하며 여기서 임기 6년의 종법사를 선출한다. 십인일단의 조직 원리에 따른 최고 단위의 교화단이자 입법부로 불린다.
교화 조직은 일정한 지역을 교구로 나누고 이를 다시 지부와 지소로 구분하여 교당을 세운다. 교당에서 선출한 위원과 수위단회의 특선 위원, 그리고 교정원 전원으로 중앙교의회를 구성하여 일종의 총회 성격을 지닌다.

### 종법사
종법사는 원불교를 대표하는 수장으로 지금까지 6명의 종법사가 있다.
- 교조 소태산(少太山) 박중빈 (1916년~1943년)
- 2 - 4대 정산(鼎山) 송규 (1943년~1962년)
- 5 - 10대 대산(大山) 김대거 (1962년~1995년, 3회 연임)
- 11 - 12대 좌산(左山) 이광정 (1995년~2006년, 2회 연임)
- 13 - 14대 경산(耕山) 장응철 (2006년~2018년)
- 15대 전산(田山) 김주원 (2018년~2024년)
- 16대 왕산(汪山) 성도종 (2024년~)

### 교무
교무는 원불교의 대표적인 성직자로 남녀 구분을 두지 않는다. 초기에는 결혼에도 남녀구분이 없었으나, 당시 한국 사회 문화의 영향으로 여성이 결혼을 하면 자유로운 활동이 힘들어 여성 교무들은 협의를 통해 수녀나 비구니 같이 결혼을 하지 않은 독신 생활을 하도록 했었다. 최근 여성 교무의 결혼 허용을 두고 교헌 개정 논의가 있었다.
원불교가 개교 104년 만에 여성 교역자(교무)의 결혼을 허용했는데 교무는 불교 스님(여자는 비구니)과 달리  고기를 먹기도 한다.

### 산하 기관
원불교는 국내(전라도)에 원광대학교, 영산선학대학교 미국에 미주선학대학교 외에 정규 및 대안 고등학교, 정규 및 대안 중학교 등 여러 교육 기관을 운영하고 있으며 교당별로 설치한 유치원·유아원과 양로원·보육원·수양원 등 자선기관도 운영하고 있다. 2011년 10월 2일에는 미주총부법인 원다르마센터 (Wondharma center)가 신설되었다.
원음방송, 원불교신문 등의 언론 기관을 운영하고 있다. 이외에 경전과 교헌 등을 출판하는 원불교출판사가 있고 원광제약과 같은 교단 직영의 제약회사, 원광대학교병원 등이 있다.

## 불교와의 관계
원불교의 개조인 박중빈 스스로 자신의 깨달음이 서가모니 부처님과 부합한다고 하며 연원으로 하였고, 불법을 주체로 삼아 미래시대에 맞는 시대화, 대중화, 생활화된 불법으로 교화한다고 천명하였다. 교단 초기 박중빈 당대부터 불교와 다양한 교류를 해왔고, 1967년 5월 현재의 한국불교종단협의회의 전신인 대한불교총연합회가 출범할 당시 창립회원으로 가입하였으나 1970년 불교재산관리법에 대한 의견 차이로 탈퇴하였다. 2004년 대한불교종단협의회 재가입 논의가 있었으나 2020년까지 이루어지지 않고 있다.
기성 불교 교단과의 교류는 활발히 이루어지는 중이지만, 원불교는 불교와는 핵심 교리가 판이하게 달라 별개의 종교로 인정되고 있다. 불교의 경우 대한불교조계종, 대한불교천태종, 한국불교태고종 등 40여개의 종단이 연합된 형태이지만, 원불교는 단일 교단이다.

## 같이 보기
- 원광대학교